# Вулиця Подолинського (Львів)
Вулиця Подолинського — вулиця у Личаківському районі міста Львів, місцевість Великі Кривчиці. Пролягає від вулиці Богданівської до вулиці Тарасівської.

## Історія та забудова
Вулиця прокладена у межах села Кривчиці, не пізніше 1962 року отримала офіційну назву Медична. Сучасну назву має з 1993 року, на честь Сергія Подолинського, українського економіста та громадсько-політичного діяча.
Забудована одноповерховими садибами 1930-——1960-х років та сучасними приватними будинками.